# Tobias Salquist
Tobias Salquist (Ikast, 17 mei 1997) is een Deens voetballer die bij voorkeur als centrale verdediger speelt. Hij stroomde in 2014 door vanuit de jeugd van Silkeborg IF. In januari 2019 tekende Salquist een contract voor twee seizoenen bij Lillestrøm SK.

## Clubcarrière
Salquist begon te voetballen bij FC Midtjylland. In 2011 maakte hij de overstap naar de jeugd van Silkeborg. In 2014 maakte hij de overstap naar de eerste ploeg van Silkeborg maar werd het seizoen daarop uitgeleend aan Fjölnir Reykjavík. Na twee seizoen opnieuw bij Silkeborg te hebben gespeeld maakte Salquist in juni 2018 de overstap naar Waasland Beveren en tekende er een contract voor drie seizoenen. Zijn debuut in de  Eerste klasse A maakte hij op 28 juli 2018 op het veld van SV Zulte Waregem. Salquist speelde de 90 minuten en de wedstrijd eindigde op 2–2. Salquist kon zich echter niet doorzitten bij de Belgische eersteklasser en na amper een half seizoen tekenden Salquist een contract bij Lillestrøm SK.

## Clubstatistieken
| Seizoen     | Club              | Competitie      | Competitie | Competitie | Beker | Beker | Internationaal | Internationaal | Totaal | Totaal |
| Seizoen     | Club              | Competitie      | Wed.       | Dlp.       | Wed.  | Dlp.  | Wed.           | Dlp.           | Wed.   | Dlp.   |
| ----------- | ----------------- | --------------- | ---------- | ---------- | ----- | ----- | -------------- | -------------- | ------ | ------ |
| 2014/15     | Silkeborg IF      | Superligaen     | 5          | 0          | 0     | 0     | —              | —              | 5      | 0      |
| 2014/15     | Silkeborg IF      | 1. division     | 4          | 0          | 2     | 0     | —              | —              | 6      | 0      |
| 2015/16     | Fjölnir Reykjavík | Úrvalsdeild     | 21         | 2          | 3     | 1     | —              | —              | 24     | 3      |
| 2016/17     | Silkeborg IF      | Superligaen     | 7          | 0          | 1     | 0     | —              | —              | 8      | 0      |
| 2017/18     | Silkeborg IF      | Superligaen     | 26         | 1          | 6     | 1     | —              | —              | 32     | 2      |
| 2018/19     | Waasland Beveren  | Eerste klasse A | 5          | 0          | 1     | 1     | —              | —              | 6      | 1      |
| 2018/19     | Lillestrøm SK     | Eliteserien     | 0          | 0          | 0     | 0     | —              | —              | 0      | 0      |
| Club totaal | Club totaal       | Club totaal     | 68         | 3          | 13    | 3     | 0              | 0              | 81     | 6      |

Bijgewerkt op 16 januari 2019